# Anámnesis eucarística
El término anámnesis eucarística, o simplemente anámnesis, lo utilizan los teólogos y los liturgistas de la religión católica para indicar la parte del canon de la misa que sigue al relato de la institución, y manifiesta la intención de celebrar la eucaristía según la orden del Señor, en memoria suya.
Proviene del griego anámnesis, que significa ‘memoria’, ‘recuerdo’. Este término se encuentra en Lc 22,19: «Haced esto en memoria mía». La Iglesia católica celebra en la eucaristía la memoria de Cristo, recordando su pasión, resurrección y ascensión a los cielos.
Para los católicos, no se trata de un simple recuerdo subjetivo, sino, en términos trinitarios, de un acto litúrgico celebrado delante del Padre, como memorial del sacrificio único del Hijo, haciéndolo presente en el signo sacramental en virtud del Espíritu Santo. Creen por ello en una presencia objetiva sacramental de la acción salvífica de Cristo.
El contexto para comprender el sentido de la anámnesis es el del culto de los hebreos: en la fiesta de los Tabernáculos (Lv 23,33ss), en la fiesta de las Purim (Est 9:16-28) y sobre todo en la celebración de la Pascua (Éx 12).
En el «hoy» de la celebración se hace memoria del pasado, y el signo celebrativo indica el futuro, anticipando la salvación final. Y así lo entendió siempre la Iglesia: al celebrar la eucaristía.
No se trata de una nuda commemoratio, como especificó el Concilio de Trento.
El contenido del memorial es la acción salvífica de Cristo. La celebración litúrgica es anámnesis de la Pascua de Cristo, realizada históricamente una vez para siempre. No se repite, sino que se reactualiza en el signo litúrgico-sacramental. El culto eucarístico es esencialmente una anámnesis. Se refiere ante todo al pasado.
En la anámnesis propiamente dicha se pone el acento ante todo en los hechos salvíficos de Cristo, es decir, la memoria de la muerte y resurrección del Señor. La anámnesis indica que el sacrificio es el misterio pascual de Cristo. Pero el contenido de la anámnesis no es solamente la memoria de la Pascua; esta memoria se amplía a todos los misterios de Cristo. La anámnesis es substancialmente cristocéntrica y tiene una clara connotación escatológica. Jesús no exhortó simplemente a los discípulos para que repitieran el gesto de la fracción del pan, para mantener vivo el recuerdo de su persona y no olvidarse de ella. Se les proclama un nuevo pacto: el pacto nuevo y eterno, sellado por la sangre derramada por Jesús.
Referido a ese sacrificio perpetuo, reactualizado tal como ya se dijo, el protestantismo precisamente acusa a la Iglesia Católica de matar a Jesús una y otra vez en cada celebración eucarística. Sin embargo, el catolicismo ya ha explicado y aclarado por diversas vías, y en muchas ocasiones, que en realidad ni ocurre que se mate una y otra vez a Jesús, ni es un nuevo sacrificio de Cristo por cada nueva Santa Misa alrededor del mundo ni similar, sino que muy al contrario y distinto a todo esto que sugiere dicha aseveración, realmente sólo ocurre siempre un único sacrificio perfecto, efectivo, suficiente y eterno (Heb 10:14) desde aquel día y hasta el fin del mundo, que es exacta y literalmente el ya hecho hace más de 2000 años en el monte Calvario. La diferencia es que hoy, tal inmolación ocurre en forma mística o sobrenatural, o sea, más allá del limitado entendimiento y comprensión humanos (se llama misterio de fe por tal razón), y ya es totalmente incruenta, es decir, no sangrienta.
El argumento místico-teológico de esto, es que al estar Dios fuera de la magnitud física llamada «tiempo», y aunque no sea visible o percibido sensiblemente con los ojos, Él en Su Omnipotencia absoluta es entera, perfectamente capaz de traer al presente, tal como lo hace, a toda la asamblea (reunión de los fieles, presididos por un Ministro ordenado) al mismísimo evento sacrificial en que Su Hijo Jesús, Dios Hombre, entrega en la cruz Su Ser como ofrenda perfecta al Padre por los pecados del mundo, restaurando la gracia perdida por Adán y Eva en el Edén.
Por esto se enseña que la anámnesis no sólo es memorial de la Muerte y Resurrección de Cristo llamando al recogimiento de los fieles, sino que místicamente o sobrenaturalmente hablando, se revive literal aunque invisible, todo el momento de la Redención del género humano.
- Datos: Q485486